# Mammillaria decipiens
Mammillaria decipiens (укр. Мамілярія оманлива, Мамілярія деципіенз) — сукулентна рослина з роду мамілярія родини кактусових.

## Етимологія

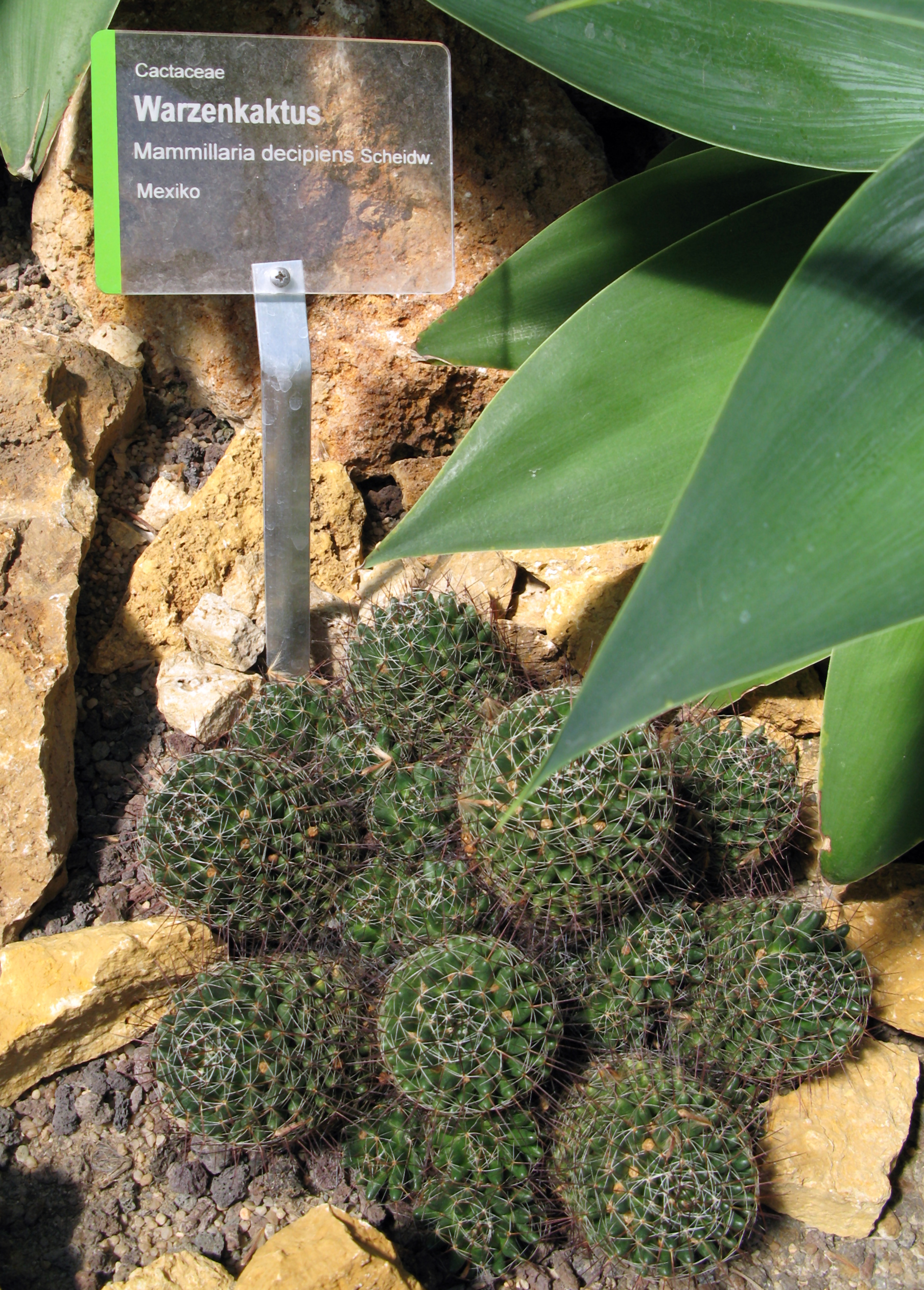
Mammillaria decipiens

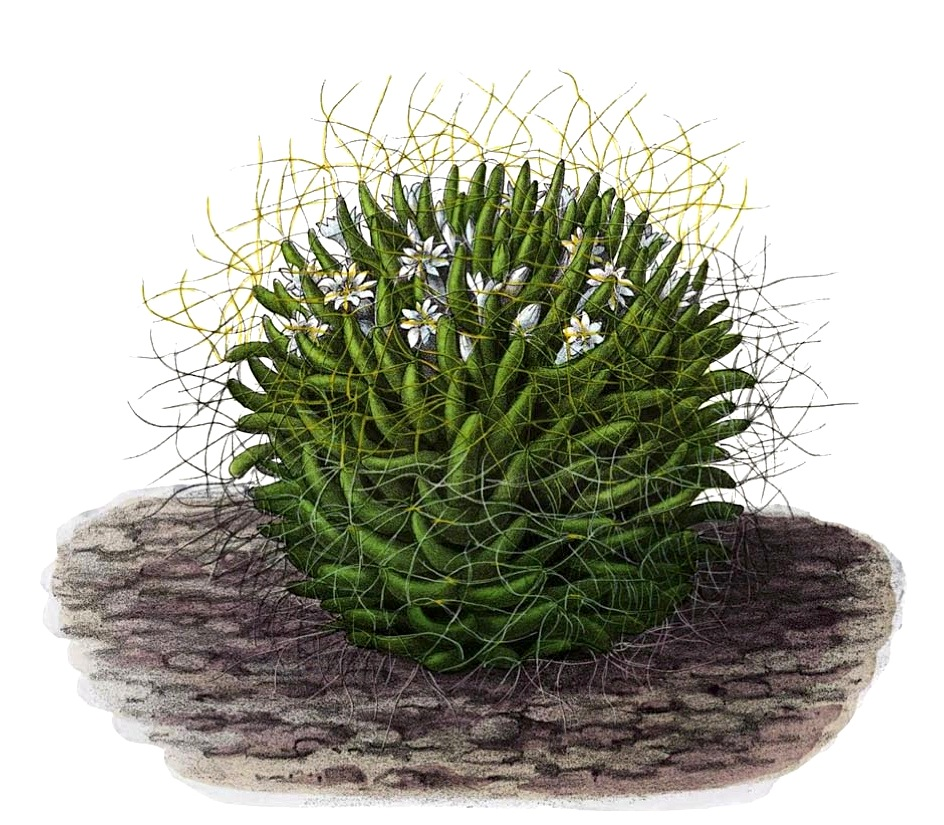
Ілюстрація Mammillaria decipiens у виданні 1904 року К. Шумана, М. Гюрке і Ф. Фаупеля «Blühende Kakteen» («Квітучі кактуси»)

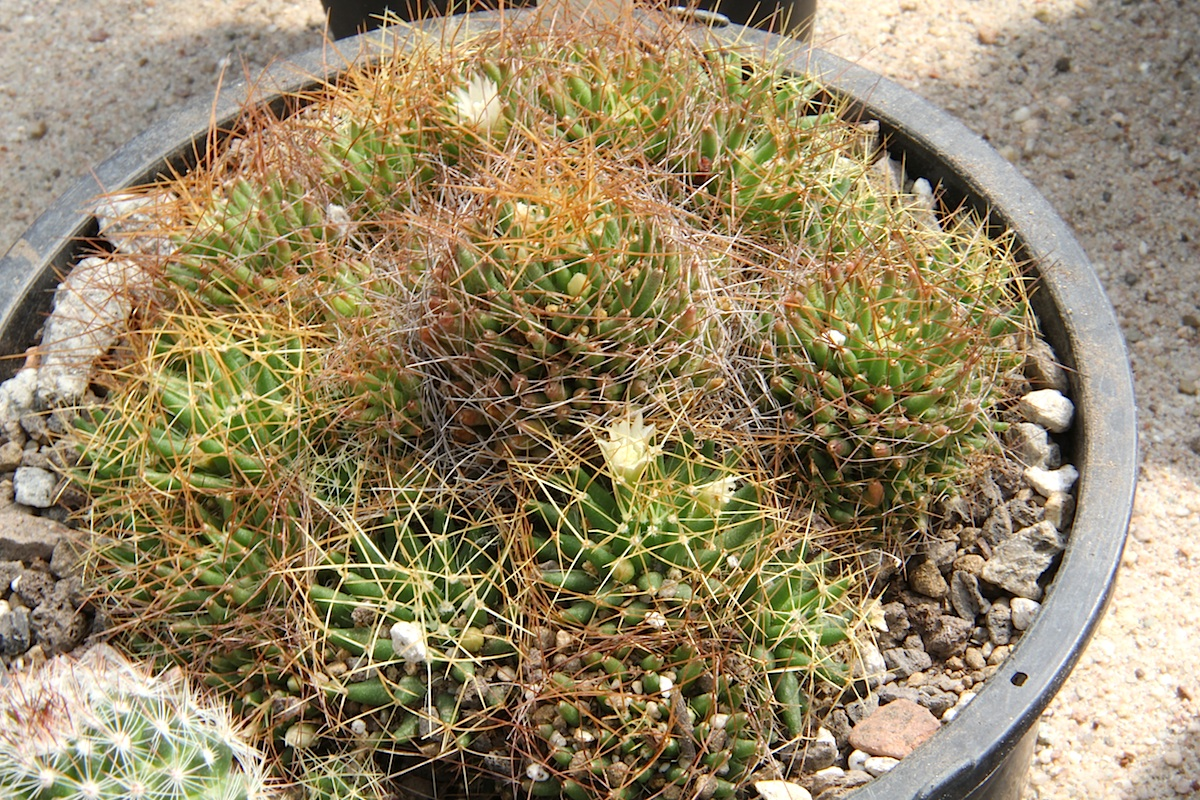
Mammillaria decipiens ssp. camptotricha

Видова назва походить від лат. decipiens — оманлива.

## Ареал
Ареал зростання — Мексика, широко поширена у штатах Сан-Луїс-Потосі, Гуанахуато і Керетаро, на висоті від 1 550 до 2 150 над рівнем моря.

## Морфологічний опис
І дикоросла і в культурі рослина формує правильні, щільні групи.

Стебло — кулясте, булавоподібне, до коротко-циліндричного, до 10 см заввишки, 4-7 см в діаметрі.

Епідерміс — темно-зелений.

Маміли деякою мірою м'які, циліндричні, тупі, без молочного соку.

Аксили з рідкісним опушенням, з нечисленними щетинками.

Центральних колючок — зазвичай 1-2, іноді відсутні, тонкі, голчасті, прямі, коричнюваті на більшість довжини, 18-27 мм завдовжки, подібно радіальним, але трохи товстіші.

Радіальних колючок — 5-11, зазвичай близько 7, білуваті, іноді з коричневими кочікамі, тонкі, голчасті, іноді щетино-подібні, наскільки крихкі, приблизно від 7 до 15 мм довжиною або бувають довжиною до 30 мм.

Квіти — широкі, воронковідной форми, білі, з витонченим запахом, 15-18 мм довжиною і шириною, з'являються глибоко між мамілами і лише трохи виступають з них.

Плоди — циліндричні, зелені з червонуватим відтінком.

Насіння — коричневе.

## Охоронні заходи
Mammillaria decipiens входить до Червоного Списку Міжнародного Союзу Охорони Природи видів, з найменшим ризиком (LC).
Вид має порівняно широкий ареал і рясні субпопуляції. Серйозні загрози для цього виду відсутні, однак деякі субпопуляції перебувають під загрозою через зміни у землекористуванні та повені.
Охороняється Конвенцією про міжнародну торгівлю видами дикої фауни і флори, що перебувають під загрозою зникнення (CITES).

## Підвиди
Визнано три підвиди Mammillaria decipiens:
- Mammillaria decipiens subsp. albescens

Рослина вільно кущиться з нижчої частини і утворює досить низькорослі групи.

Стебло 5 см в діаметрі, висотою 8 см.

Маміли — подовжені, приблизно до 2 см, зелені, в'ялі.

Радіальних колючок — 3, зазвичай 5, досить короткі, довжиною приблизно 15 мм, тонкі, прямі, гнучкі, білі, іноді з коричневими кінцями.

Центральних колючок — ні, рідко 1.

Квіти — білі, іноді зеленуваті в нижчих частинах і з коричневою смугою на зовнішніх пелюстках, приблизно 1 см довжиною, рильця маточки жовтуваті.

Плоди — жовтувато-зелені або біло-зелені.

Насіння — коричневе.

Ареал зростання — Мексика: штати Гуанахуато і Керетаро, між Ітурбіде і Т'єррабланка, ростуть під кущами на дні малих ярів, так само зустрічається в Барранка Кедрос.
- Mammillaria decipiens subsp. camptotricha

Спочатку Хант розцінив цю рослину як варіабельну форму Mammillaria decipiens і вважав що відмінних ознак не достатньо, щоб диференціювати його як окремий вид, але в цей час розпізнає як підвид.

Рослина утворює великі, плоскі групи з основ, кожна з яких приблизно від 4 до 7 см в діаметрі.

Пагони утворюються з нижчою частини рослини.

Маміли — зелені, в'ялі, приблизно 2 см завдовжки.

Аксили — з рідкісними волосками і мають кілька щетинок.

Радіальних колючок — зазвичай має 4-5, але змінюються від 2 до 8, тонкі, гнучкі, скручені, щетинисто-подібні, довжиною до 30 мм, жовті або білі, або коричневі, щільно чергуються, які виростають у верхній точці світлими, що підкреслює назву — «пташине гніздо» («birds' nest mammillaria»).

Квіти — маленькі, білі, глибоко розташовані в мамілах, приблизно 1,5 см довжиною й у діаметрі.

Плоди — блідо-рожеві, до зеленуватих.

Насіння — світло-коричневе.

Ареал зростання — тільки в Керетаро, на висоті від 1 700 до 2 000 метрів над рівнем моря.
- Mammillaria decipiens subsp. decipiens

Радіальних колючок — 5-11, які мають тенденцію до білиого відтінку.

Ареал зростання — Мексика (Сан-Луїс-Потосі, Гуанахуато і Керетаро).